# Ana Davila
Ana Davila (născută Ana Racoviță; n. 1834, Craiova – d. 13 ianuarie 1874, București) a fost o boieroaică română profund implicată în activitatea de asistență socială și educația tinerelor fete, în același timp promotoare a portului popular și valorilor tradiționale. A fost soția medicului și generalului Carol Davila cu care a avut patru copii: Alexandru (1862-1929), scriitor, Elena (1865-1951), căsătorită Perticari, Zoe (1868-1943), căsătorită Cuțarida și Carol Nicolae (zis Pia), medic.

## Biografie
Ana Davila a fost unul din cei nouă copii ai Anei (Anca) Racoviță născută Golescu și ai lui Alexandru Racoviță. Dinspre mamă, Ana era deci nepoata lui Dinicu și a Zincăi Golescu, în timp ce tatăl era din familia Racoviță care dăduse mai mulți domnitori ai Țării Românești și ai Moldovei, precum Mihai Racoviță, Constantin Racoviță și Ștefan Racoviță.
Ana și surorile ei au petrecut o mare parte din copilăria lor la Golești, județul Muscel, de unde au preluat tradițiile populare și interesul pentru portul popular, cusături și țesături populare, activități încurajate chiar de Dinicu Golescu.
Ana Davila s-a căsătorit cu medicul Carol Davila la 14/30 aprilie 1861 la Golești. La căsătorie Ana a purtat portul popular, așa cum reiese din relatările fiicei sale Elena. Ana a fost cea de-a doua soție a lui Carol Davila și a preluat administrarea și conducerea azilului pentru fete orfane înființat de acesta în 1860. Ana Davila a condus azilul până la moartea ei în 1874 și a colaborat cu multe doamne din înalta societate pentru finanțarea acestei instituții. Prima dintre acestea a fost Elena Cuza care a și inițiat o chetă publică pentru construirea unei noi clădiri pentru azil. Ea însăși a fost prima și cea mai importantă donatoare, motiv pentru care instituția a primit denumirea de „Azilul Elena Doamna”. Clădirea a fost construită pe Dealul Cotrocenilor din București și există și azi, fiind declarată monument istoric. De-a lungul timpului clădirii i s-au adăugat mai multe construcții, precum Capela Elisabeta sau Ateneul Elisabeta (astăzi dispărut), la inițiativa și cu sprijinul reginei Elisabeta a României.
Din anul 1865 sunt primiți la acest azil copii ai unor funcționari cu dificultăți financiare sau ai unor părinți infirmi ori nevoiași. Printre activitățile desfășurate la Azil se numărau și cusutul, broderia și confecționarea de costume populare pe care fetele le purtau la sărbători. Ana Davila supraveghea aceste activități și coordonase alcătuirea unui caiet de modele după care se realizau costumele populare. O parte dintre costume precum și caietul de modele, împreună cu alte materiale educaționale create la Azil au fost expuse în 1873 la Expoziția Internațională de la Viena și au obținut mai multe diplome și distincții.
Ana Davila a murit pe 13 ianuarie 1874 ca urmare a unei greșeli medicale. Din relatările Elenei Perticari Davila, care a stat de vorbă cu martorii pentru a afla cum a murit mama sa, aflăm că în timpul unei conferințe despre aerul atmosferic ținută de Carol Davila și alți medici, chimiști și farmaciști la Spitalul Colțea s-a folosit un balon roșu cu aer. Una dintre elevele azilului, Ecaterina Toncovici a cerut balonul iar doctorul Bernath s-a urcat să îl ia. In acest moment Ana Davila a cerut chinină deoarece avea o durere de cap și dorea să plece la cumpărături pentru ziua de naștere a fiicei ei Elena. Doctorul Bernath a luat flaconul fără a-și da seama că se afla cu un nivel mai sus decât era raftul cu flaconul de chinină și astfel i-a oferit Anei Davila stricnină. Ana moare fulgerător când ajunge la intrarea în magazin. Mormântul Anei, ca și cel al lui Carol Davila se află în apropierea clădirii Azilului, acolo unde soții Davila aveau și locuința.
După moartea Anei Davila, de Azil s-au ocupat îndeaproape dr. Carol Davila și regina Elisabeta. La moartea micii prințese Maria (în 1874), fiica reginei Elisabeta și a regelui Carol I, aceasta a fost înmormântată în grădina Azilului până la moartea reginei Elisabeta în 1916, când osemintele prințesei Maria au fost mutate la Curtea de Argeș. Tot lângă Azil a fost construit și Palatul Cotroceni, reședința cuplului regal Carol Iși Elisabeta, construcția acestuia începând in 1883.

## In memoriam
În amintirea Anei Davila, care a avut o strânsă colaborare cu regina Elisabeta în domeniul asistenței sociale dar a și inițiat-o pe aceasta în domeniul tradițiilor populare, regina a introdus la Curte obligativitatea purtării costumului popular la balurile caritabile.
Tot după moartea Anei Davila, soțiile mai multor medici de la Spitalul Colțea au strâns fonduri pentru a ridica o statuie Anei Davila. Statuia a fost realizată de Karl Storck și a fost amplasată în fața clădirii azilului în 1890.
Pictorul Sava Henția, care a lucrat ca profesor de desen la Azil, a realizat în jurul anului 1880 cel puțin două portrete ale Anei Davila, făcute cel mai probabil după fotografii ale acesteia. Alte portrete ale Anei au fost realizate de Theodor Aman. Există și fotografii ale Anei, realizate de Carol Popp de Szathmári și alții, reproduse în diverse lucrări sau aflate în colecțiile Muzeului Național de Istorie sau ale Bibliotecii Naționale.
Pe dealul Cotrocenilor, în apropierea clădirilor Azilului, se află străzile Ana Davila, Felicia Racoviță (sora mai mare a Anei) și Carol Davila.

## Galerie

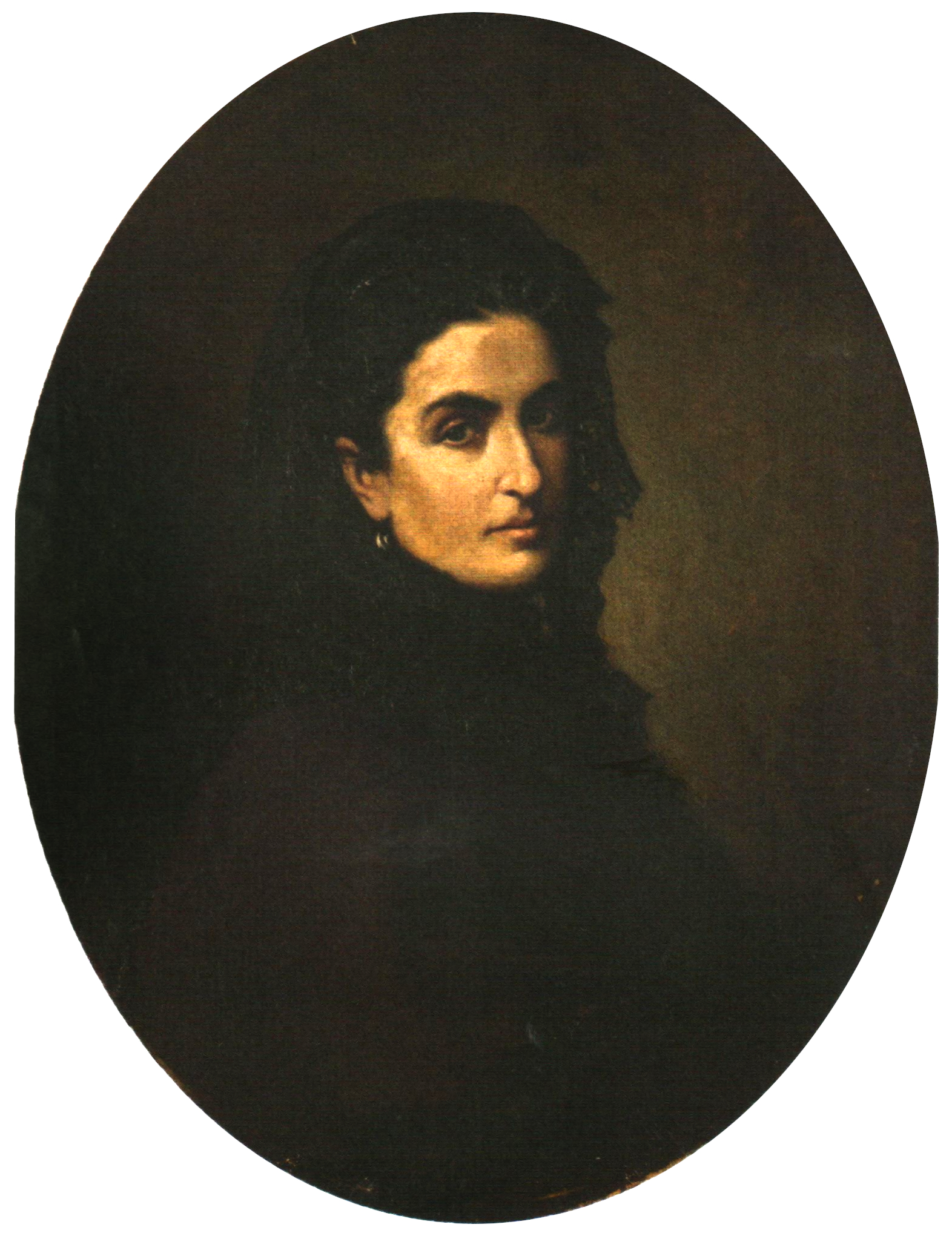
Ana Davila - portret de Theodor Aman aflat în colecția Muzeului Theodor Aman, București
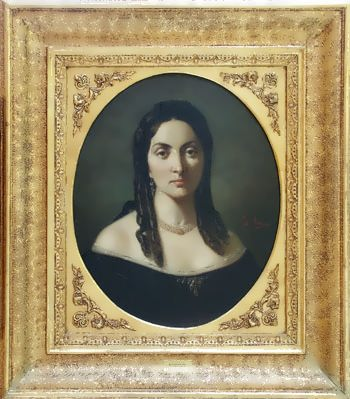
Ana Davila, pictură de Theodor Aman, ulei pe pânză, aflată în colecția Muzeului de Artă Brașov
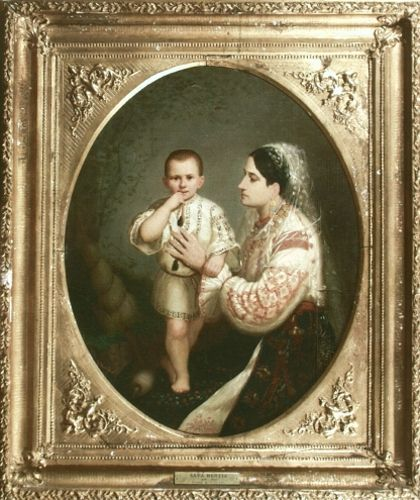
Ana Davila cu fiul său Pia (Carol Nicolae Davila), pictură de Sava Henția, Pinacoteca Muzeului Municipiului București
Statuia Anei Davila, sculptură de Karl Storck